# 板櫃川
板櫃川（いたびつがわ）は、福岡県を流れる河川。二級水系である板櫃川水系の本流で二級河川に指定されている。

## 地理
福岡県北九州市の皿倉山を源とし、槻田川などの川が合流し関門海峡に注いでいる。
上流から中流域にかけてはかつての豊前国と筑前国の国境でもあった。

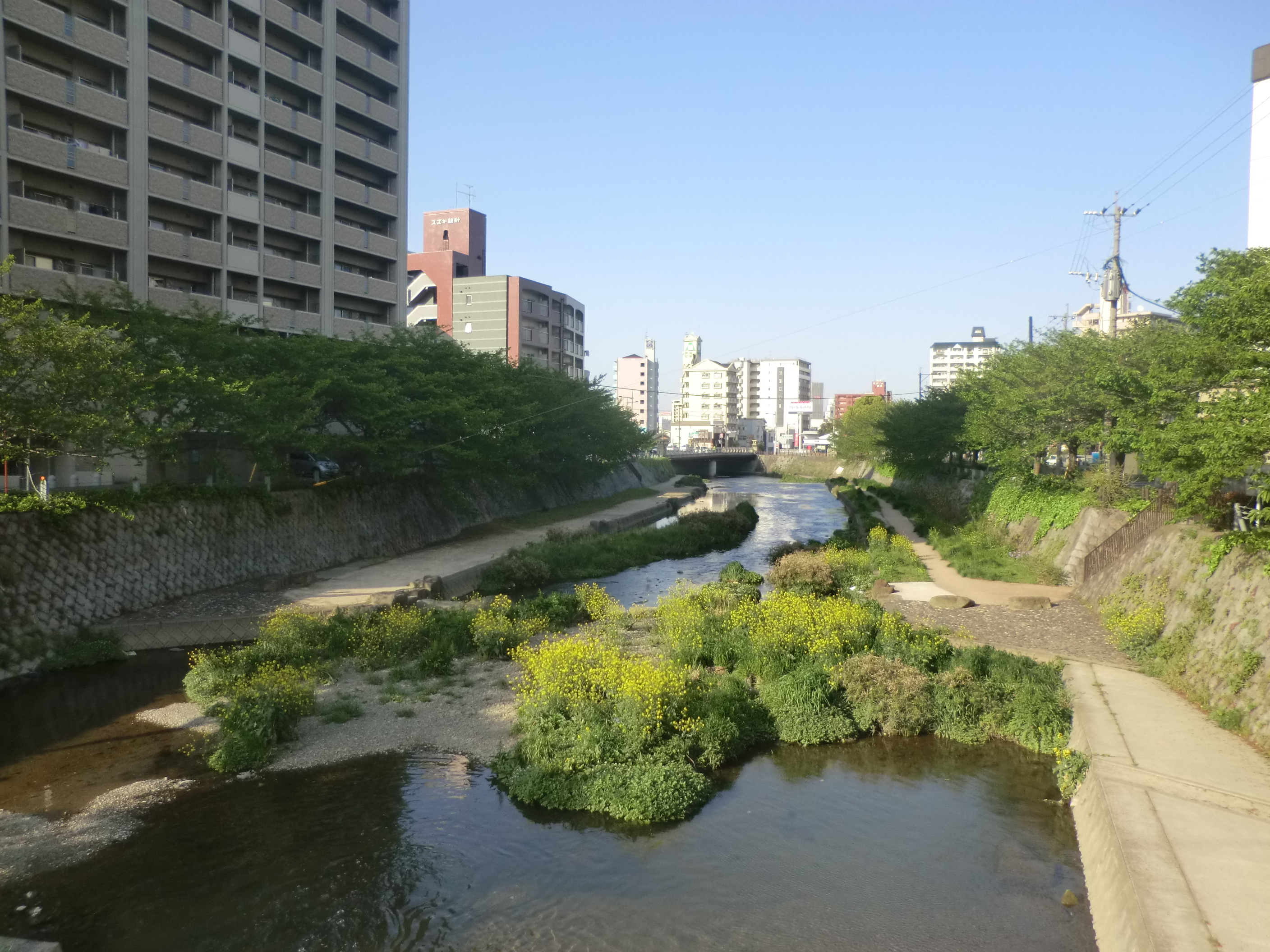
国道3号清水橋より
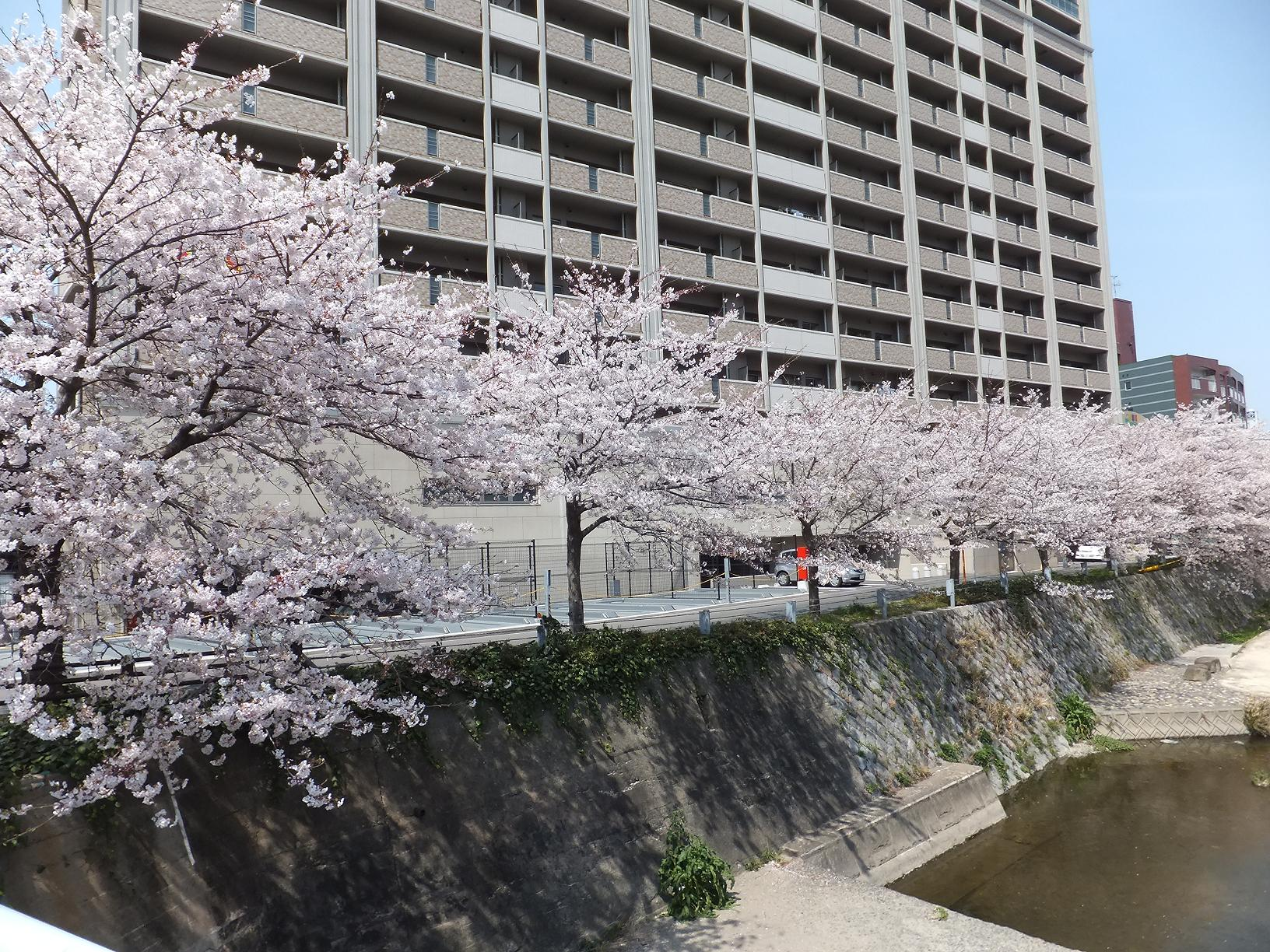
同一場所の満開の桜
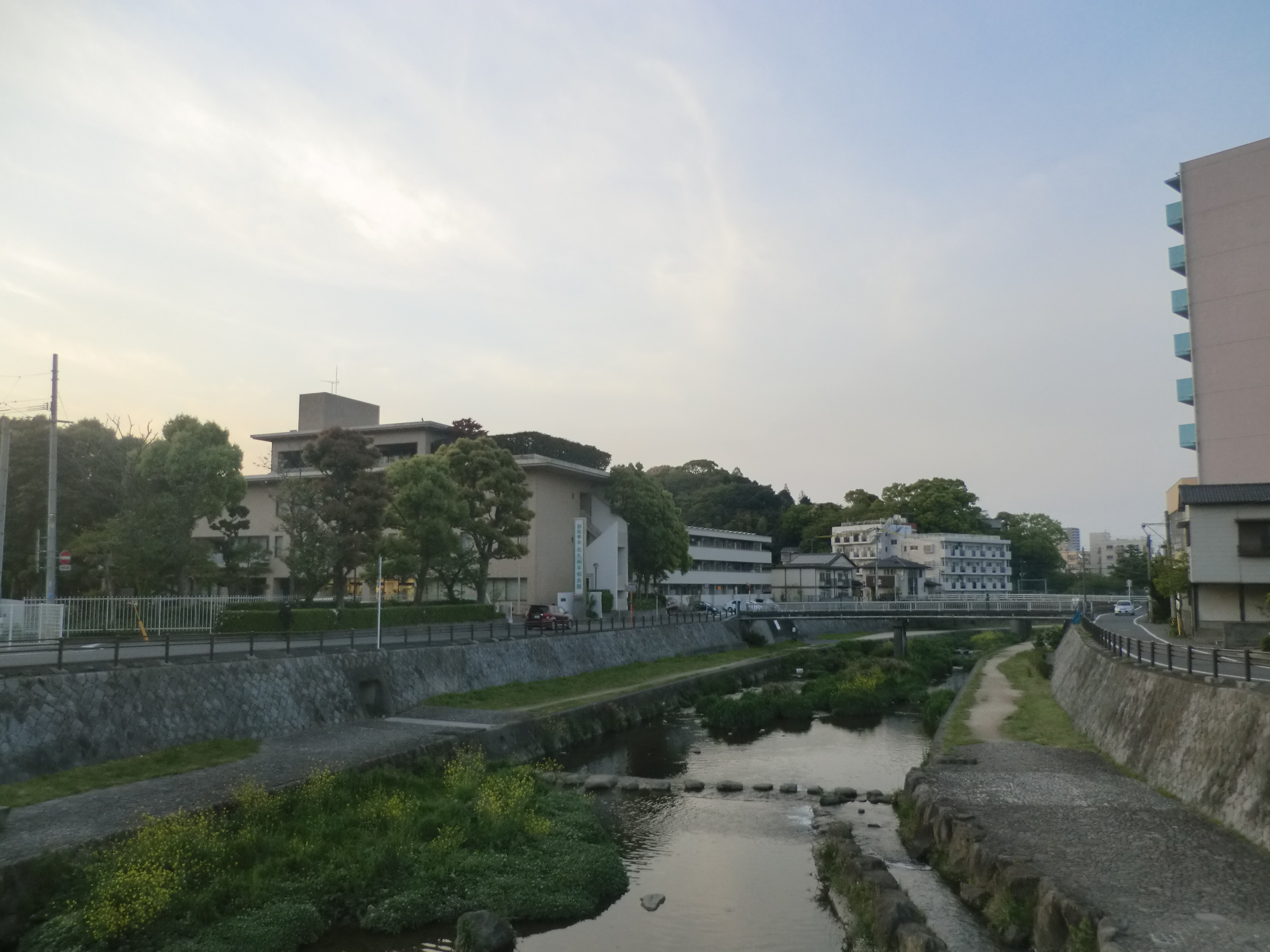
県道270号板櫃橋より

### 支流
- 槻田川

## 歴史
- 740年 - 藤原広嗣の乱において板櫃川の戦いが起こる[1]。
- 1927年 - 上流部に河内貯水池が竣工。
- 1953年6月 - 昭和28年西日本水害。九州北部の河川がほぼ全て氾濫。
- 2009年3月20日 - 板櫃川水辺の楽校（がっこう）が国土交通省の「手づくり郷土賞」（一般部門）受賞。